# Філосилікати

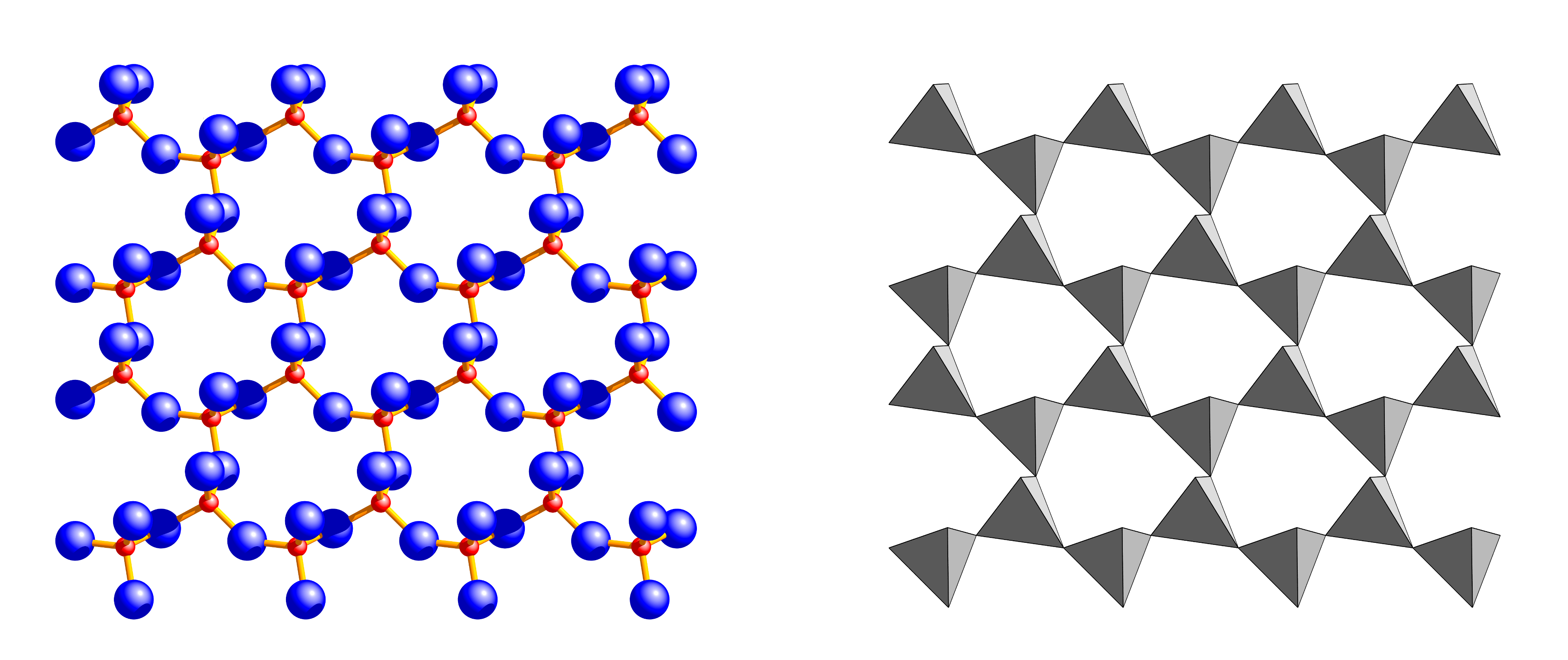
Шар силікату мусковіту (напрямок огляду нахилений на 30° від вертикалі): представлення атомів ліворуч (червоний: Si, синій: O) і отримані силікатні тетраедри (праворуч).

Шаруваті силікати (також листові силікати, філосилікати) — це силікати, силікатні аніони яких складаються з шарів тетраедрів SiO4-, з'єднаних кутами. Ці шари або подвійні шари не з'єднані один з одним за допомогою подальших зв'язків Si-O для утворення каркасів.
Цей підклас силікатів включає важливі групи породоутворюючих мінералів, таких як слюди, хлорити, каоліни та серпентини. Глинисті мінерали, повсюдно поширені в зв'язних ґрунтах і в осадових породах, також є філосилікатами.

Шарувата структура цих мінералів визначає форму і властивості кристалів. Вони здебільшого таблитчасті або листуваті з хорошим або ідеальним розщепленням паралельно шарам. Кількість кілець, що утворюють силікатні шари, часто визначає симетрію та форму кристалів. Апофіліт (шари з чотирьох кілець) — тетрагональний і утворює чотиригранні пластинчасті до призматичних кристали. Мінерали групи слюди (силікатні шари з шестиланкових кілець) утворюють кристали від пластинчастих до листуватих з псевдогексагональною симетрією. Хороша здатність до трансляції вздовж шарів є причиною високої деформативності шаруватих силікатів. Молекули H 2 O і великі катіони можуть розташовуватися між шарами. Шаруваті силікати часто здатні набрякати і завдяки своїй здатності до катіонного обміну важливі для родючості ґрунту.

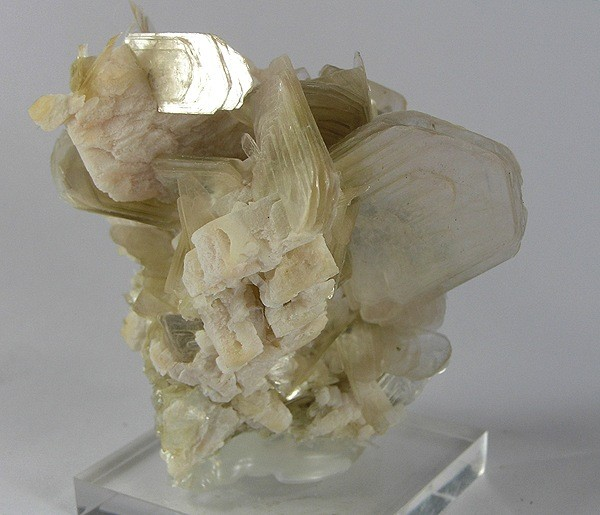
Мусковіт
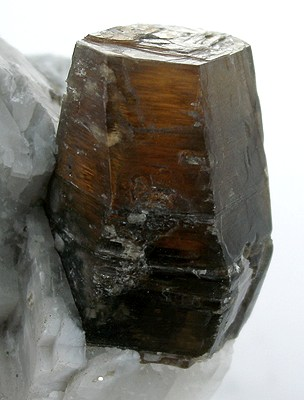
Флогопіт
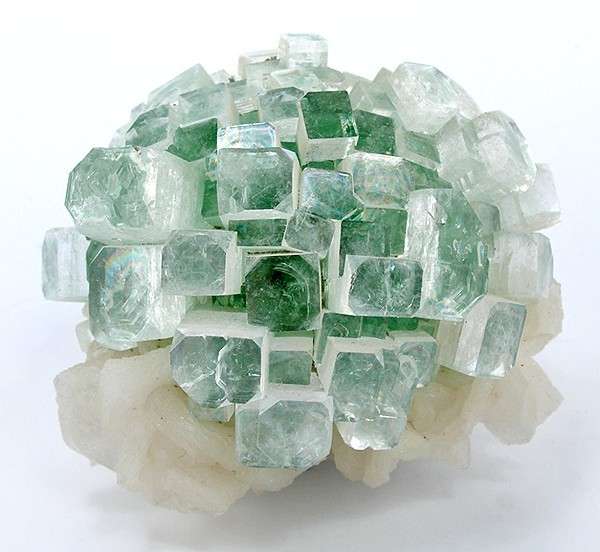
Апофіліт
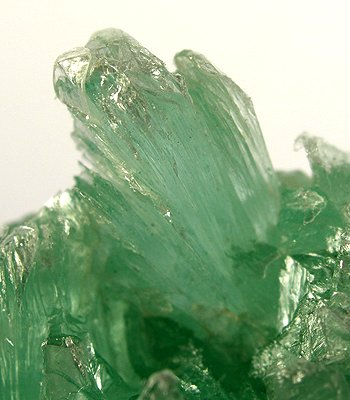
Тальк
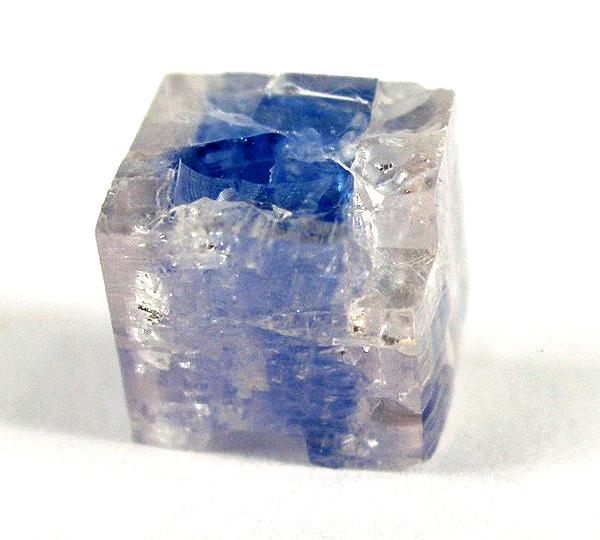
Карлтоніт

## Класифікація

### Класифікація силікатів за Лібау
Лібау розглядає філосилікати як комбінацію силікатних ланцюгів для утворення шарів, які є необмеженими у двох вимірах, і поділяє філосилікати на основі періодичності та розгалуження силікатних ланцюгів, які утворюють шари, та множинності силікатних шарів.
Періодичність

Вона вказує, через скільки силікатних ланок ланцюга (тетраедри SiO4-) структура ланцюга повторюється. Періодичність природних філосилікатів зазвичай невелика і становить близько 2 (група слюди), 3 (наприклад, даліїт), 4 (наприклад, апофіліт) або 6 (наприклад, піросмаліт).

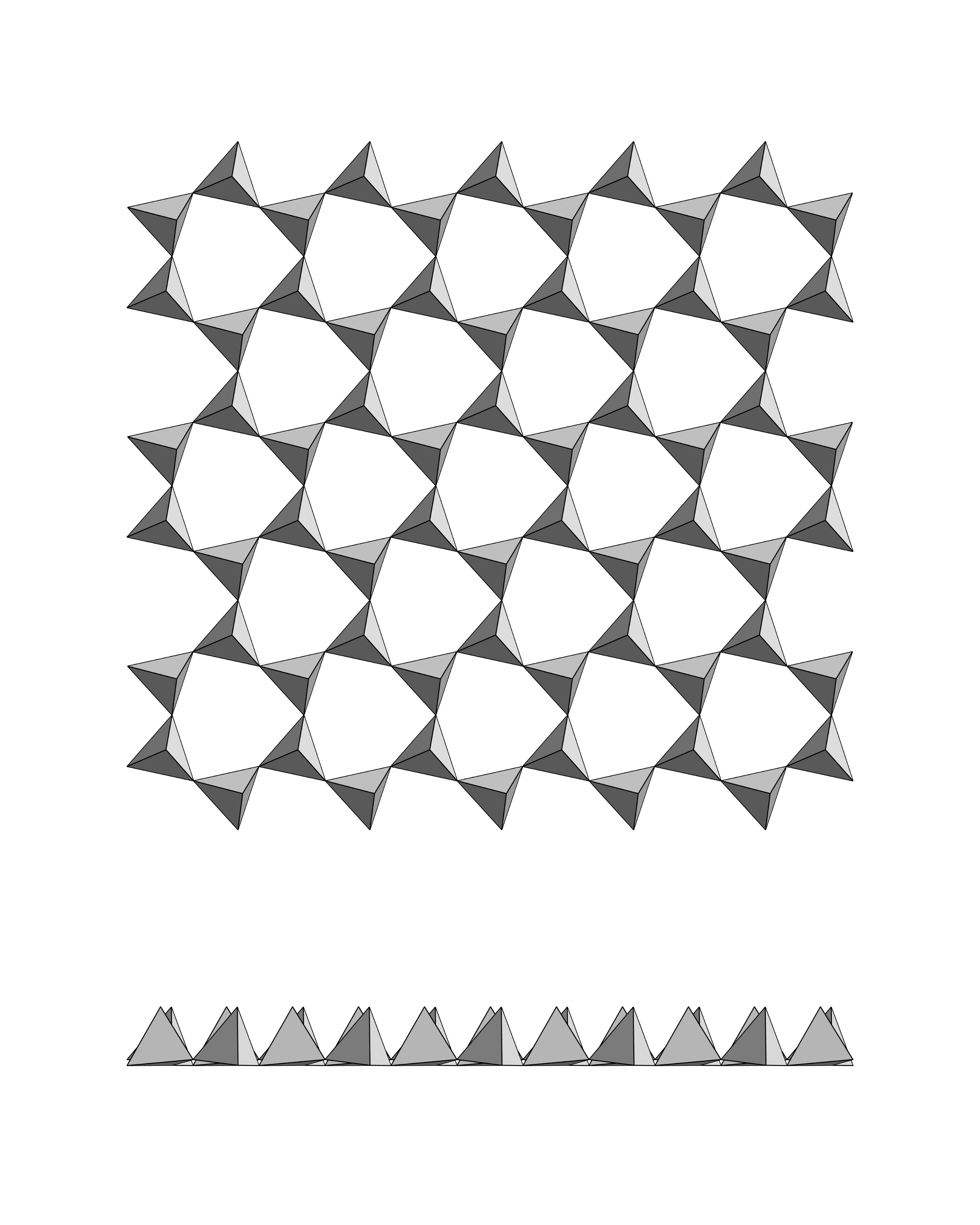
Нерозгалужений моношар дволанкових кілець у мусковіті
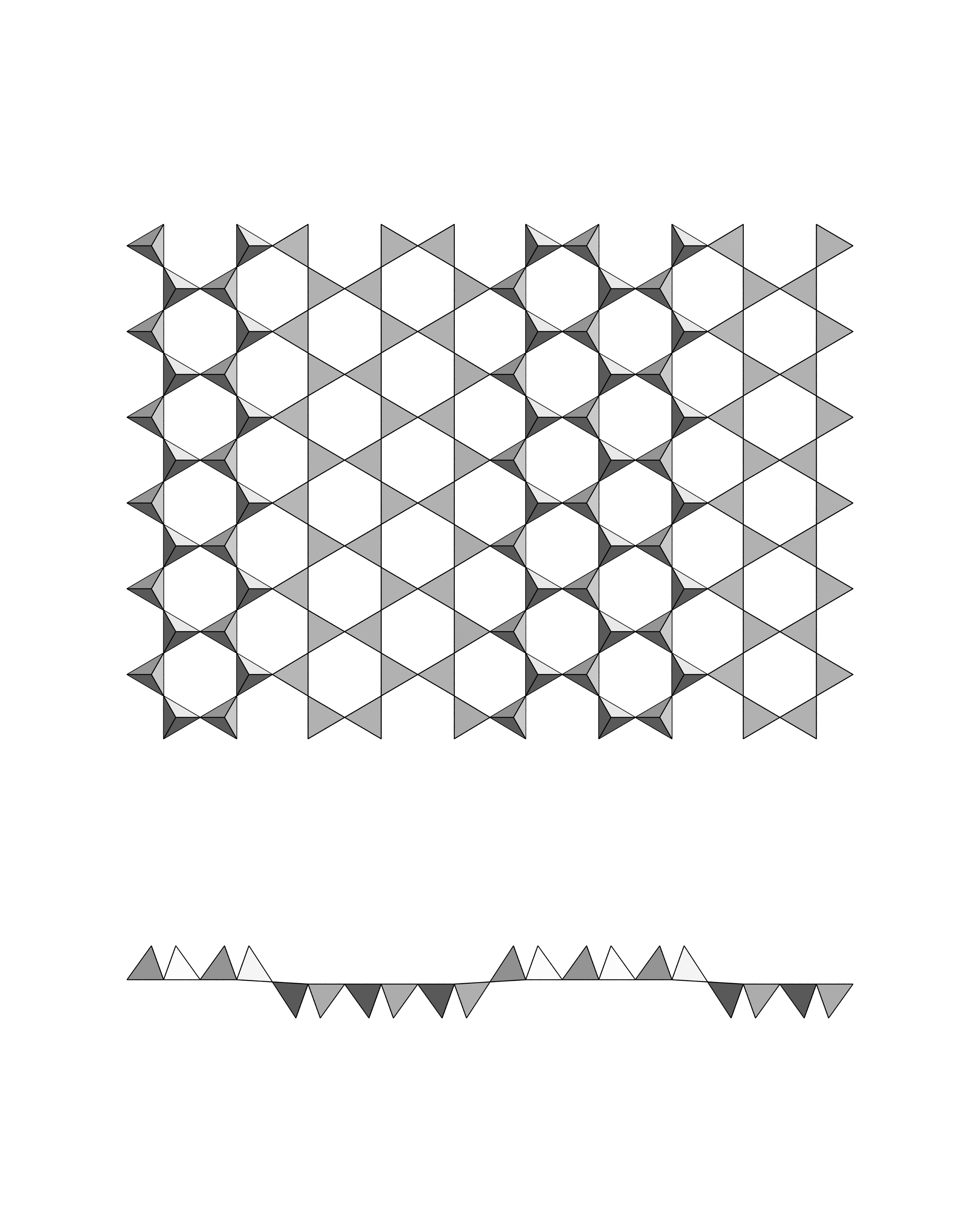
Нерозгалужений моношар дволанкових кілець у сепіоліті
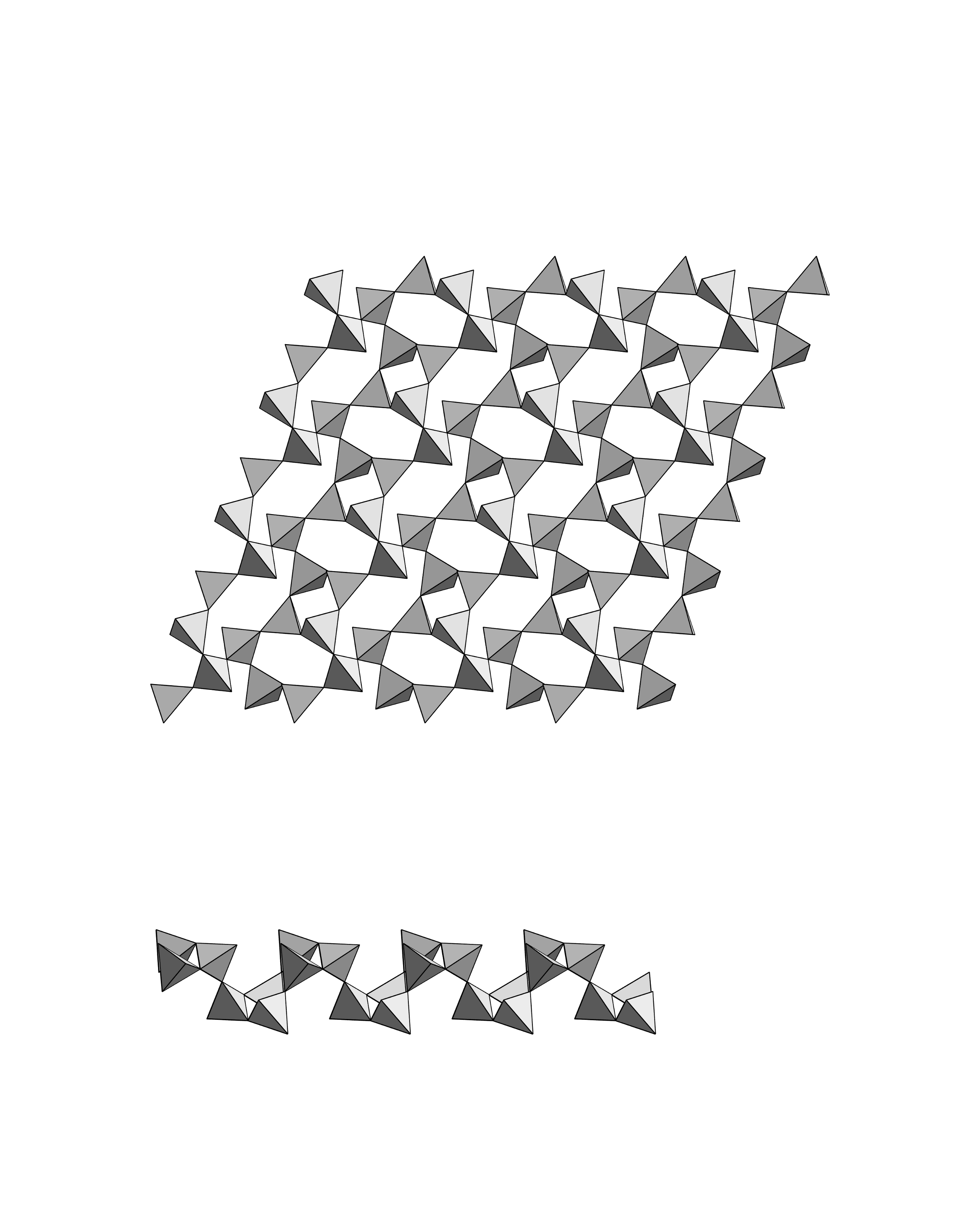
Нерозгалужений моношар триланкових кілець у даліїті
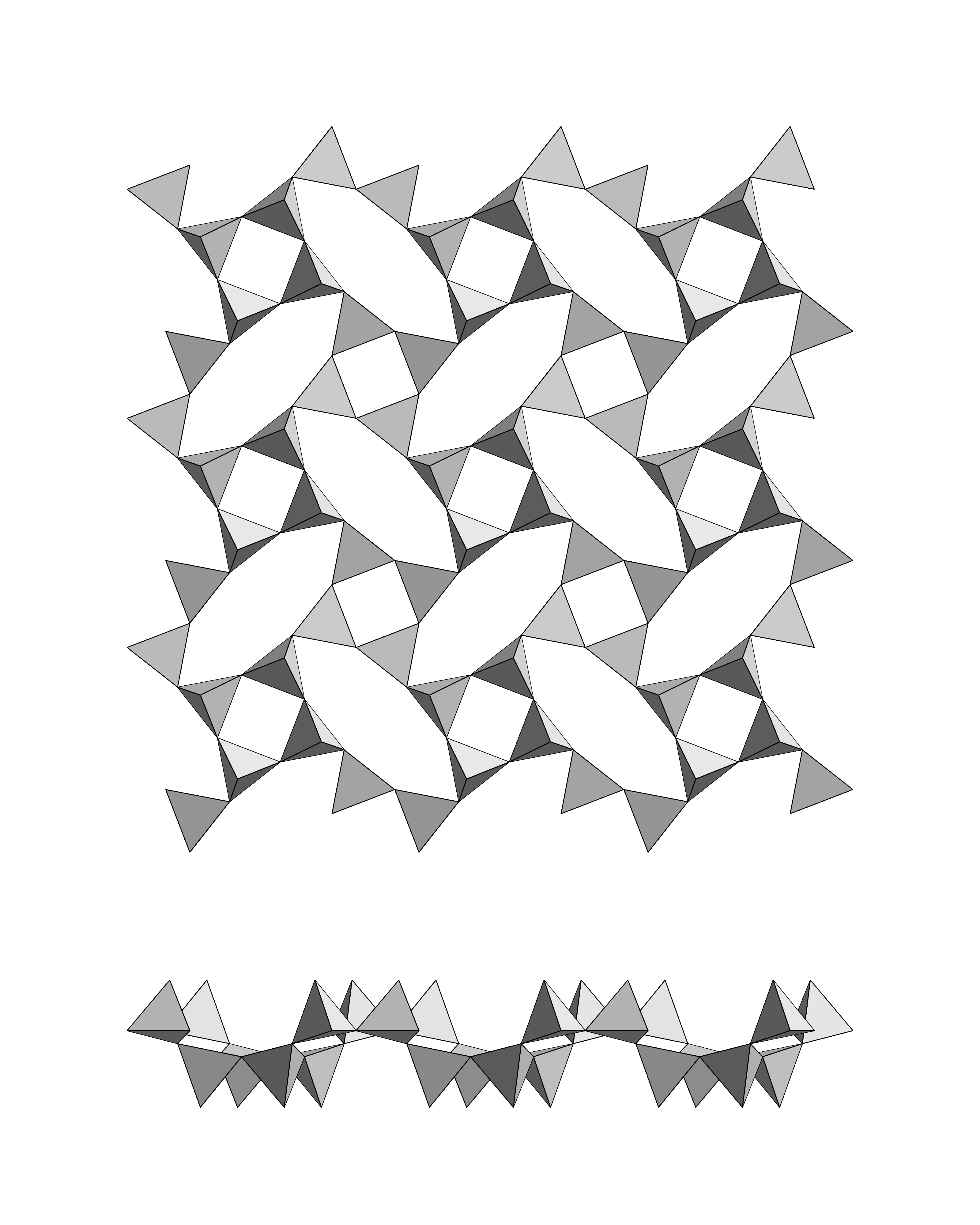
Нерозгалужений моношар чотириланкових кілець в апофіліті
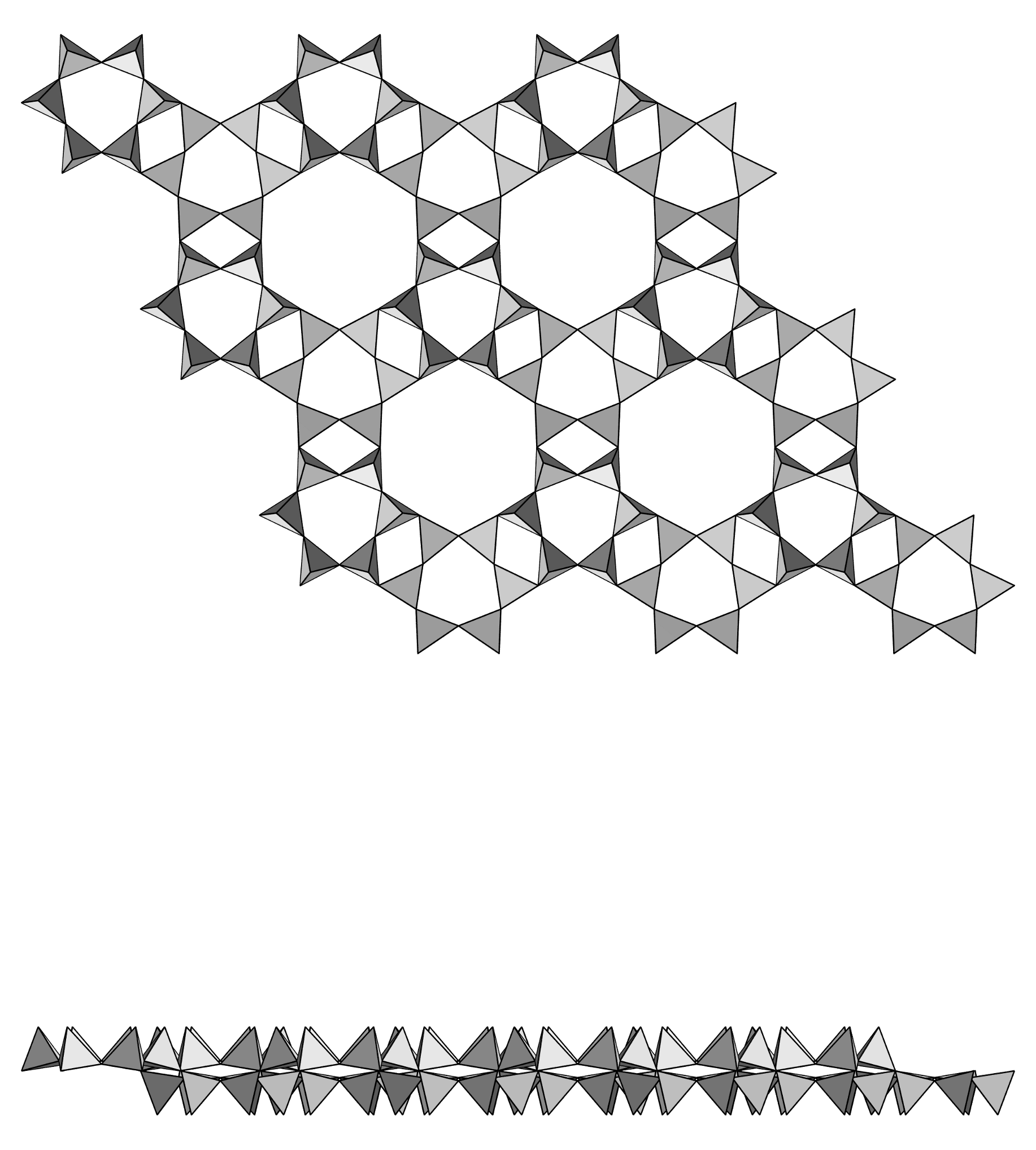
Нерозгалужений моношар шестиланкових кілець у піросмаліті

Розгалуження

Це вказує, чи відгалужуються подальші тетраедри SiO4- від силікатного ланцюга. Розрізняють відкриті розгалужені філосилікати (наприклад, цеофіліт) і циклічно розгалужені філосилікати (наприклад, делгаеліт), в якому тетраедри SiO4, що розгалужуються від ланцюга, утворюють зімкнені кільця.

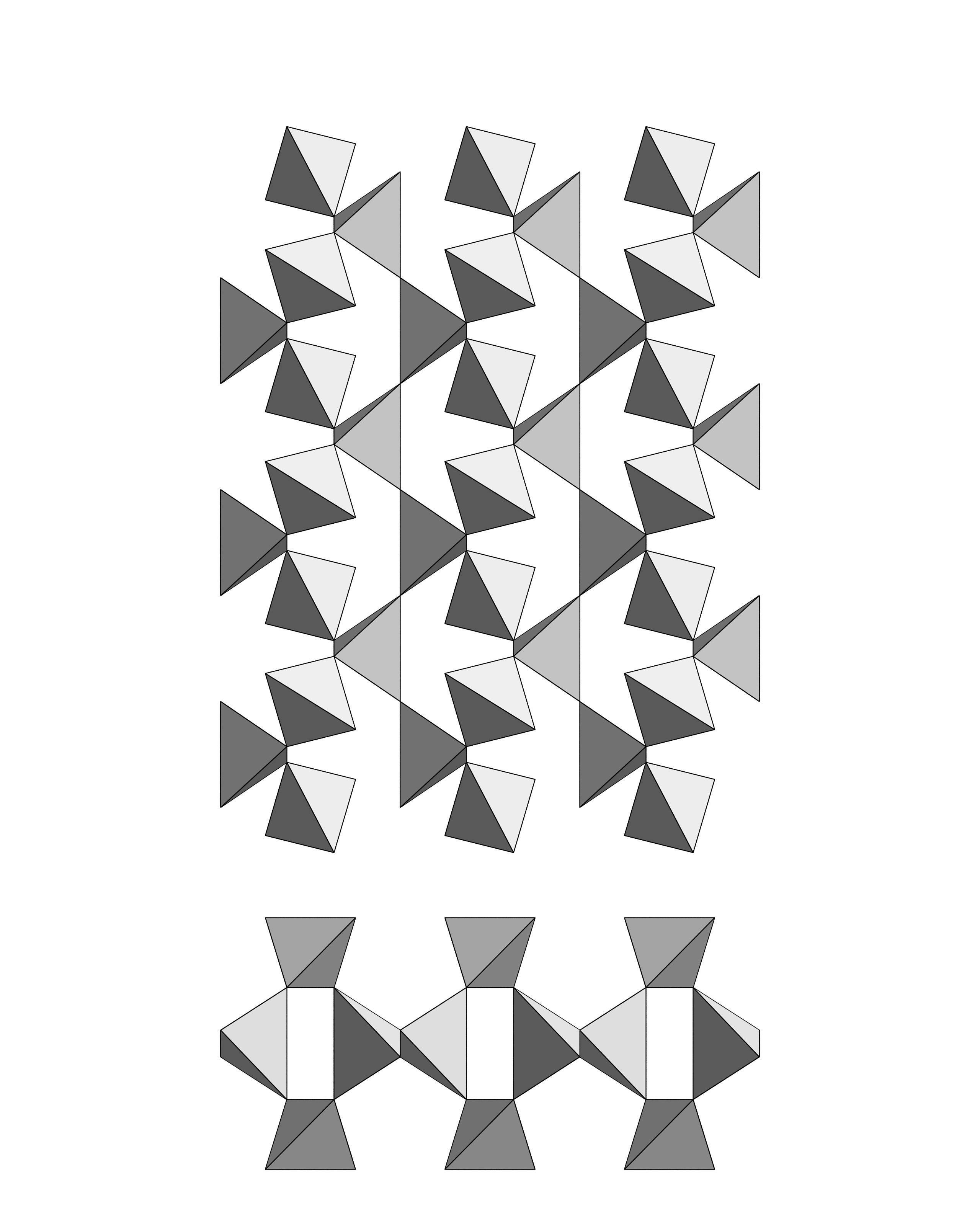
Відкрито розгалужені моношари дволанкових кілець (преніт)
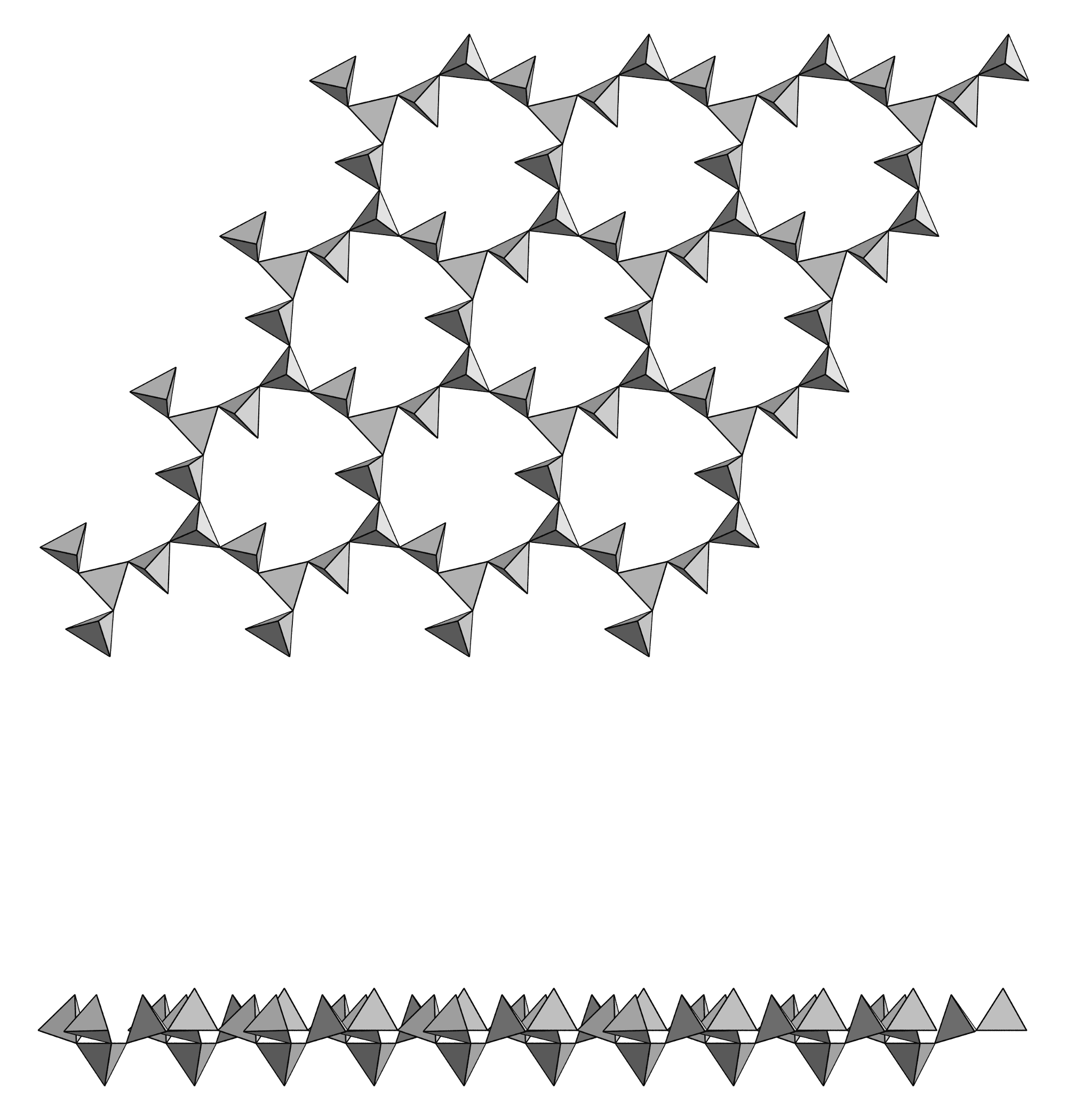
Відкрито розгалужений моношар чотириланкових кілець (цеофіліт)
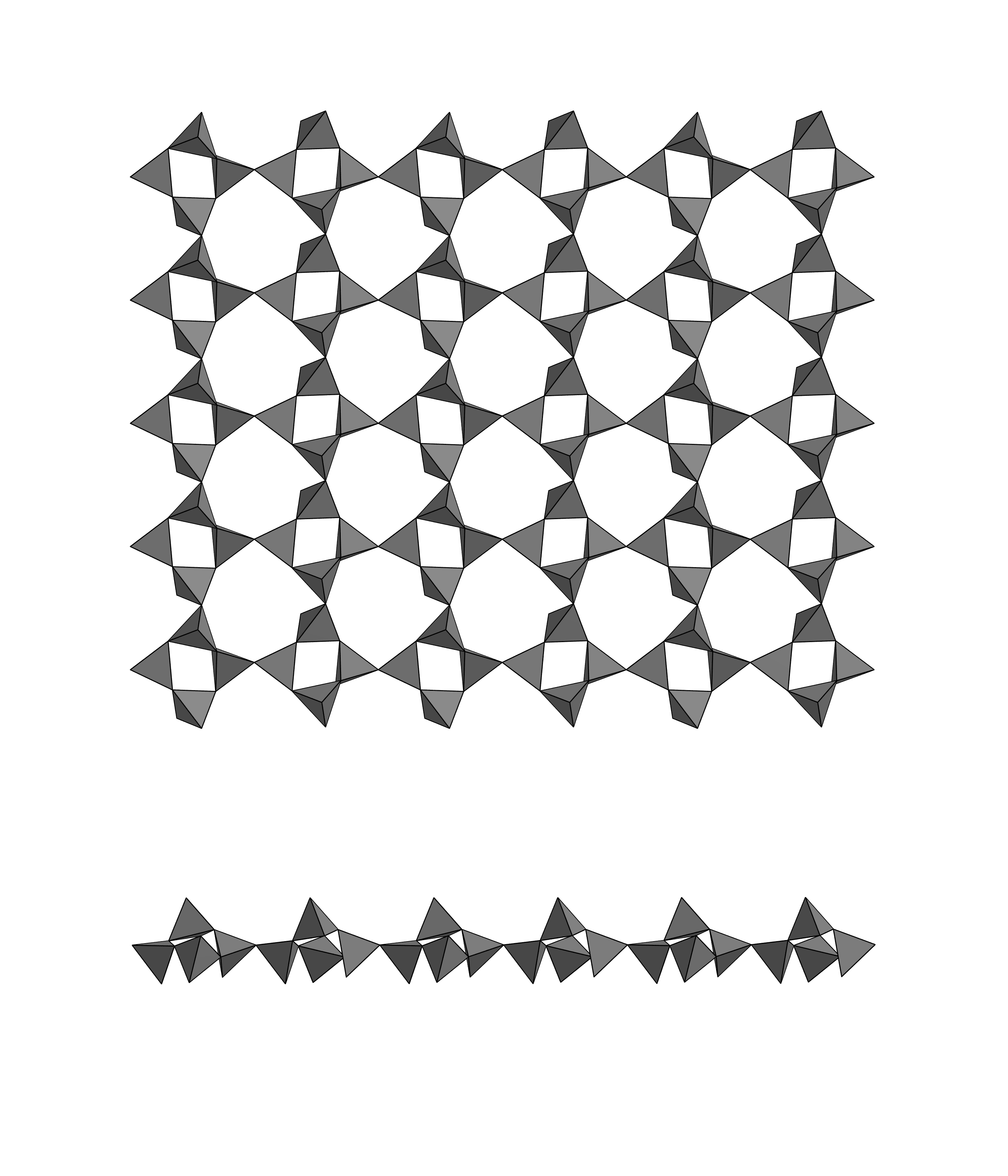
Циклічно розгалужений шар триланкових кілець (монтаніт)

Кратність

Вона вказує, скільки силікатних шарів з'єднані разом, щоб утворити кілька шарів. Майже всі філосилікати мають кратність 1 або 2. Першим шаруватим силікатом з більшою кратністю (3) є гюнтербласит.

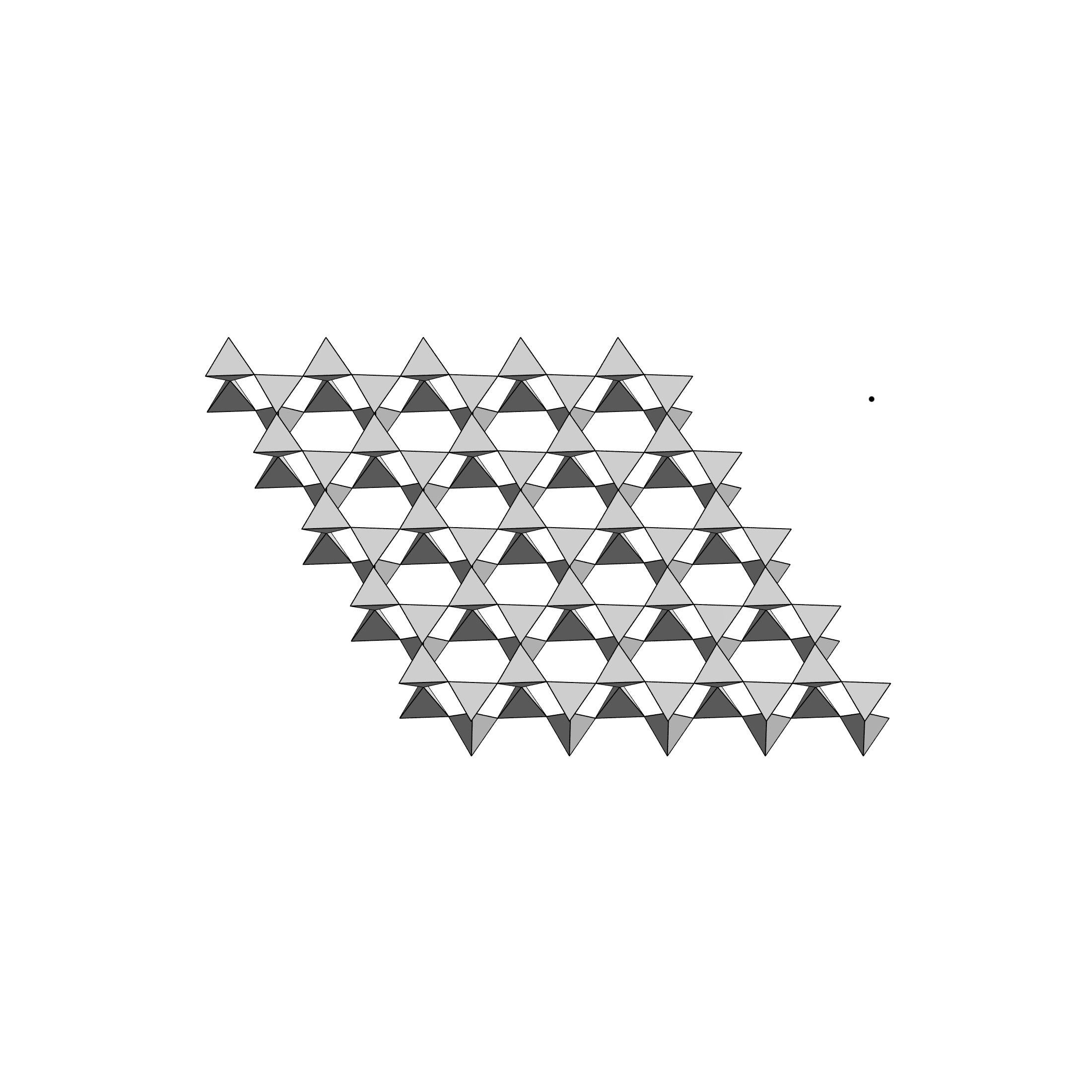
Нерозгалужений подвійний шар дволанкових кілець (гексацеліан)
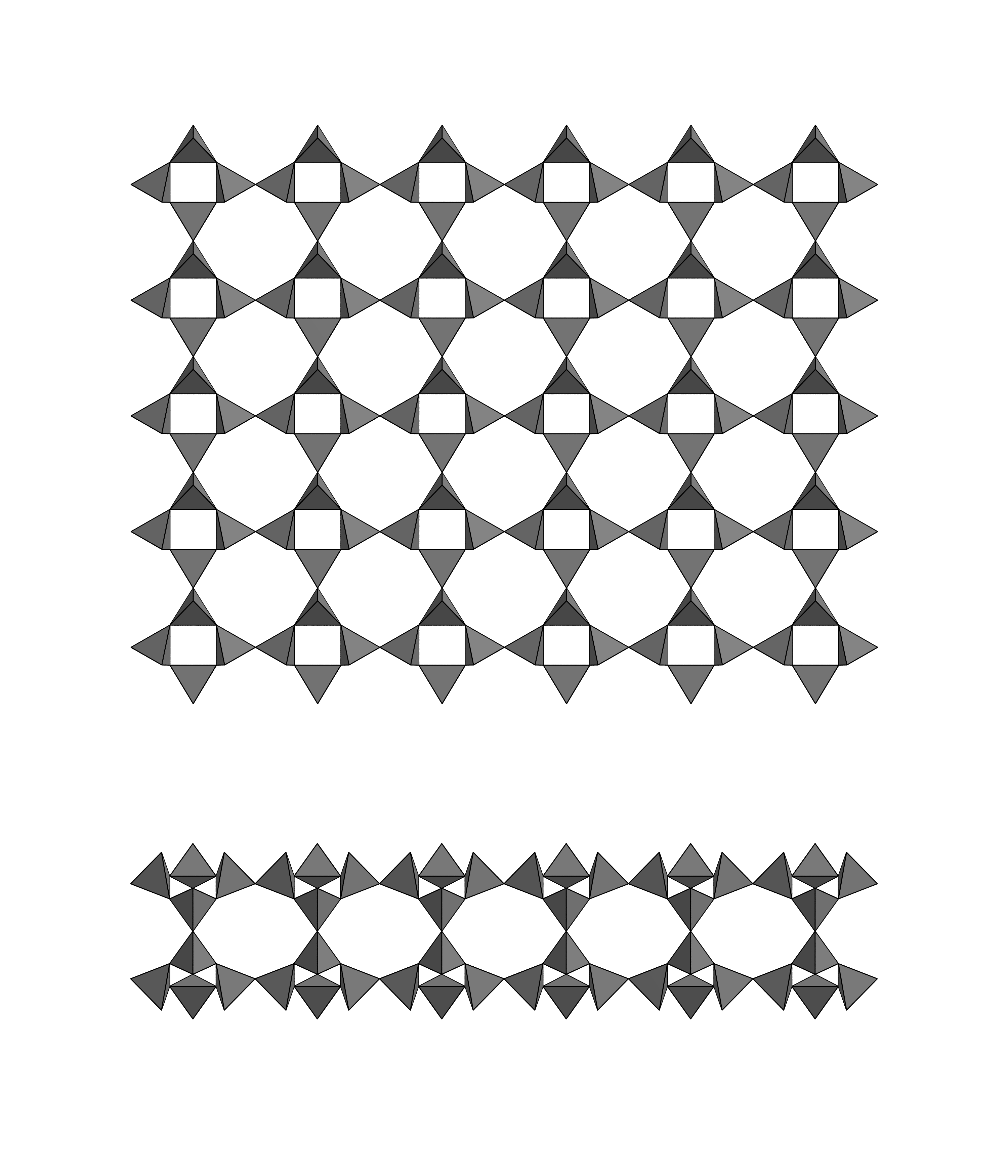
Циклічно розгалужений подвійний шар триланкових кілець (родезит)
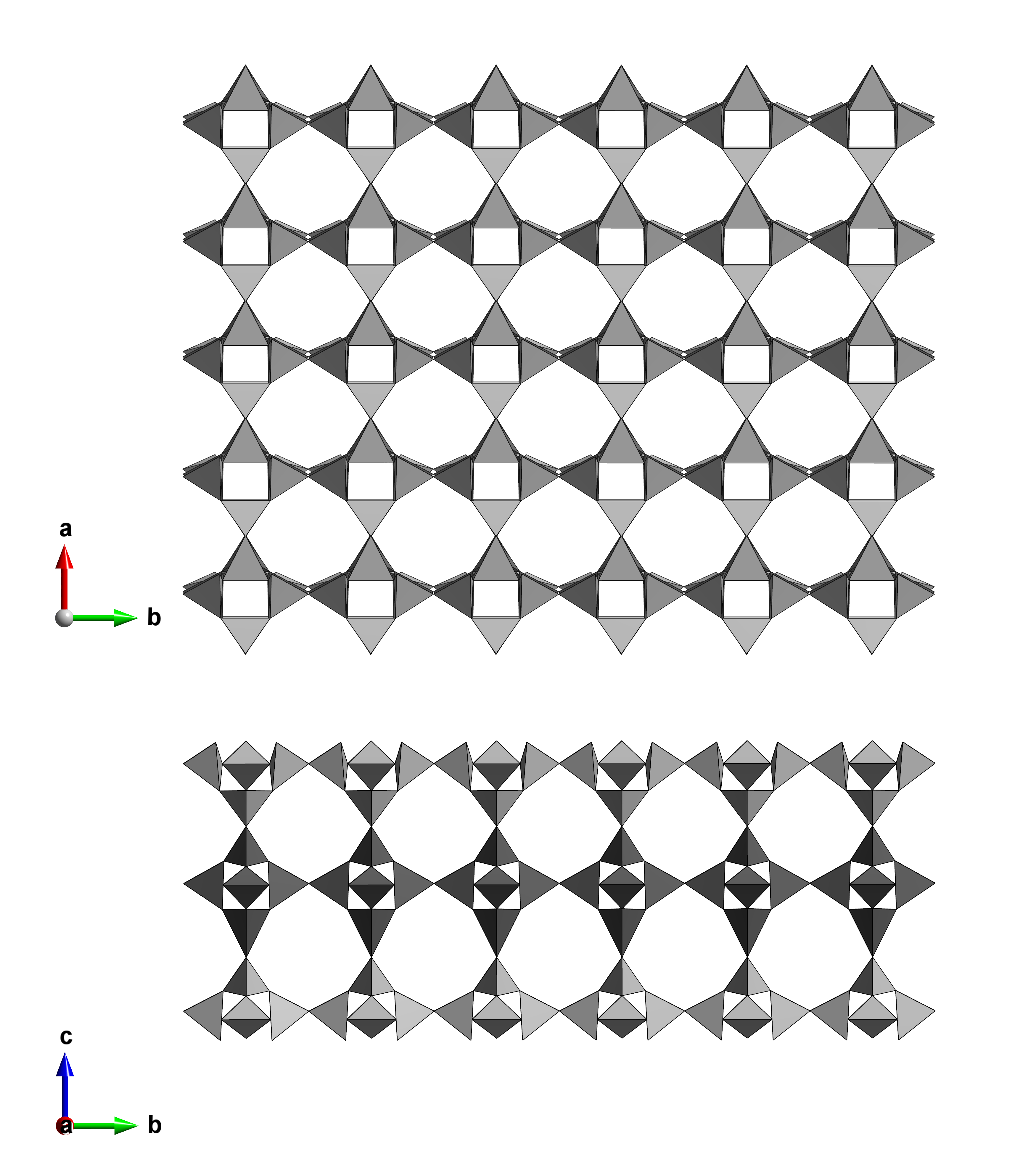
Циклічно розгалужений потрійний шар триланкових кілець (гюнтербласит)
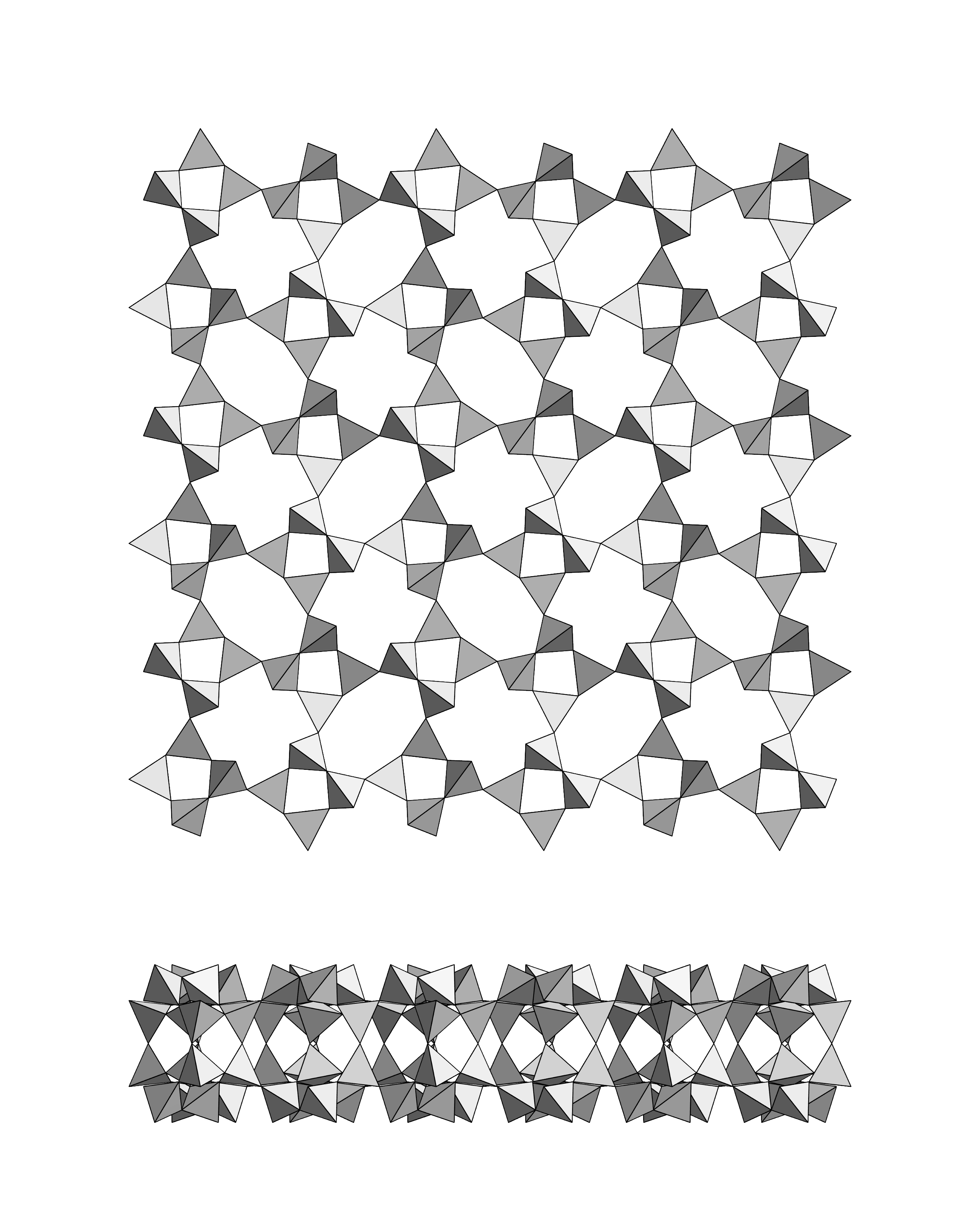
Циклічно розгалужений подвійний шар шестиланкових кілець (карлтоніт)

### Класифікація за Штрунцем
На відміну від кільцевих і ланцюгових силікатів, класифікація філосилікатів Штрунца не використовує номенклатуру та критерії Лібау. Система Штрунца розглядає силікатні кільця, які складають шари, і поділяє підклас шаруватих силікатів (9.E) за кількістю цих кілець, кратністю шарів і зв'язуванням шарів октаедрично координованими катіонами.
9.EA Прості шари тетраедрів з 4-, 5-, (6-) і 8-ланковими кільцями:
9.ЕВ подвійні шари з 4- і 6-ланковими кільцями
9.EC філосилікати з листами слюди (тришарові силікати), що складаються з тетраедричних і октаедричних шарів
9.ED Філосилікати з шарами каолініту (двошарові силікати), що складаються з тетраедричних і октаедричних шарів
9.EE Прості тетраедричні мережі шестиланкових кілець, з'єднаних октаедричними мережами або стрічками
9.EF Прості мережі шестиланкових кілець, з'єднаних через M[4], M[8] тощо.
9.EG Подвійні мережі з шестланковими та більшими кільцями
9.EH Перехідні структури між шаруватими силікатами та іншими силікатами
9.EJ Некласифіковані філосилікати